# Isobel de Huntingdon
Isobel de Huntingdon (1199-1251), conocida como Isobel la Escocesa, fue la hija menor de David de Escocia, VIII conde de Huntingdon (nieto de David I de Escocia), y de Matilda de Chester.
Contrajo matrimonio con Robert Bruce (o de Brus), IV señor de Annandale, y a ella se deben las pretensiones al trono escocés, por parte de su hijo en 1290 y por parte de su bisnieto Robert Bruce, VII señor de Annandale, a principios del siglo XIV. Su hijo, el V señor de Annandale, ejerció de regente, y fue reconocido como heredero presuntivo de Escocia en los años anteriores a la muerte de Isobel.
Isobel sobrevivió a su marido, que murió en 1232. No volvió a casarse, y falleció en 1251. Recibió sepultura en la abadía de Sawtry, junto a su marido y a su padre.

## Descendencia
Isobel y Robert de Brus tuvieron, al menos, dos hijos y una hija:
- Robert de Brus, V señor de Annandale. Se casó con Isabella de Clare, hija de Gilbert de Clare, conde de Hertford y Gloucester, y ambos tuvieron descendencia.
- Bernard de Brus, señor de Connington y Exton. Se casó, en primeras nupcias, con Alice de Beauchamp, hija de William de Beauchamp de Elmley;[6] y, después, con Constance Merston, viuda de John de Morteyn.[6] Bernard fue el padre de sir Bernard de Brus II.[7]
- Beatrice de Brus, que contrajo matrimonio con Hugh de Neville.[4]